# 波のりラジオWeek End Fever
波のりラジオ Week End Fever（なみのりらじお ウィークエンドフィーバー）はRNCラジオの週末ワイド番組。2004年4月3日放送開始。放送時間は毎週土曜 8:30 - 15:30（パート1「パリパリタイプ」は8:30 - 11:00、パート2「まんぷくタイプ」は12:00 - 15:30）。

## 概要
それまで放送していた『土曜 Wa ラジカル』・『どよーしょっと』の放送枠を統合してスタートした。放送開始 - 2006年9月は毎週土曜 8:30 - 16:00（パート1「パリパリタイプ」は8:30 - 11:00、パート2「まんぷくタイプ」は12:00 - 16:00）だったが、同年10月 - は現在の放送時間に変更となった。
実際は2パートに分かれておりパーソナリティも各パートにいる（かつて「ブランチタイプ」（11:20 - 11:50）と称するパート2があったが廃止されている（担当は仁多田））。
2014年4月の改編より、パート1の部分を四国4局ブロックネット化して放送している（南海放送は2015年3月で終了）。
なお、「RNCラジオ・チャリティー・ミュージックソン」が金曜から土曜にかけて編成される場合も通常通り放送されるが、この時間帯に「声の握手」が行われる場合は本番組内にて放送され、ブロックネット局でもそのまま放送される。
2023年7月22日に放送1000回を迎え、11月25日に1000回記念公開放送を実施した。
| 放送対象地域 | 放送局            | 系列    | 放送時間                         | 注          |
| ------------ | ----------------- | ------- | -------------------------------- | ----------- |
| 香川県       | 西日本放送（RNC） | JRN/NRN | 土曜 8:30 - 11:00・12:00 - 15:30 | 制作局      |
| 高知県       | 高知放送（RKC）   | JRN/NRN | 土曜 8:30 - 11:00                | 2014年4月 - |
| 徳島県       | 四国放送（JRT）   | JRN/NRN | 土曜 10:00 - 11:00               | 2014年4月 - |

## パート1「パリパリタイプ」

### パーソナリティ
- 仁多田まゆみ（RNCアナウンサー）

### タイムテーブル

#### ブロックネット化前
- 8:30 - オープニング
- 8:40 - バリバリトーク
- 8:50 - パリパリチューン
- 9:00 - 四国新聞ニュース
- 9:05 - 交通情報
- 9:10 - 安全運転のあなたへ
- 9:15 - つれづれ川柳
- 9:25 - 天気予報
- 9:30 - 料理はおまかせグルマンタイム
- 9:45 - 週刊ブラボレーション
- 10:00 - 四国新聞ニュース
- 10:05 - 交通情報
- 10:10 - アタックナンバー3
- 10:15 - ラジオカーレポート
- 10:20 - まゆみのLOVEシアター
- 10:55 - エンディング

#### ブロックネット化後
(2019年4月現在RNBは未ネット）
- 8:30 - オープニング
- 8:35 - お耳拝借エンタフォーカス
- 8:40 - 四国の交通情報（JARTIC高松センター）
- 8:45 - パリパリチューン
- 8:55 - 【ローカルゾーン】
  - RNC…波のりラジオニュース
  - JRT…交通情報[3]・天気予報
  - RNB…ママは育児なし
  - RKC…波のりラジオニュース[4]（高知新聞ニュース・天気予報[5]）
- 9:00 - メッセージ&リクエスト
- 9:05 - 17文字でひとやすみ…つれづれ川柳
- 9:25 - 【ローカルゾーン】
  - RNC…香川・岡山の天気予報
  - JRT…ニュース・天気予報
  - RNB…南海クラシックス
  - RKC…高知新聞ニュース・天気予報
- 9:30 - 四国の天気予報・交通情報(パーソナリティ読み)
- 9:35 - 料理はおまかせ!グルマンタイム
- 9:45 - クイズ・アタックナンバー3
- 9:55 - 【ローカルゾーン】
  - RNC…波のりラジオニュース
  - JRT…交通情報[3]・天気予報
  - RNB…愛媛新聞ニュース
  - RKC…ミュージックセレクト[4]（高知新聞ニュース・天気予報[5]）
- 10:00 - まわれまわれ四国路まわれ!
- 10:05 - 四国の交通情報（JARTIC高松センター）
- 10:10 - 週刊ブラボレーション
- 10:30 - まゆみのLOVEシアター
- 10:40 - 岡田寛のラ・ヴィアン・ローズ / Power Charge Radio 香西さん出番です!
- 10:55 - エンディング

| 西日本放送 土曜 8:30 - 11:00 | 西日本放送 土曜 8:30 - 11:00                     | 西日本放送 土曜 8:30 - 11:00 |
| 前番組 | 番組名                                           | 次番組 |
| --- | ------------------------------------------------ | --- |
| 土曜 Wa ラジカル | 波のりラジオWeek End Fever Part I パリパリタイプ | --- |
| 四国放送 土曜 8:30 - 11:00 |                                                  | |
| 8:30 ラジオ広場 土曜ワイド徳島 （※11:00 - 13:00で継続）11:50 歌謡アプローチ （※「土曜ワイド」に内包）                                                                                              | 波のりラジオWeek End Fever                       | 8:30 あわ紳士録 （※日曜8:35から枠移動）8:55 交通情報9:00 小倉・IMALUの○○玉手箱 （※日曜9:00から枠移動）9:15 週刊 なるほど!ニッポン （※日曜8:00から枠移動）9:25 亀渕昭信のお宝POPS （※日曜9:30から枠移動）9:55 交通情報10:00 波のりラジオWeek End Fever （※ネット時間短縮） |
| 南海放送 土曜 8:30 - 11:00 |                                                  | |
| 8:30 ママは育児なし （※8:55に枠移動）8:35 JX-ENEOS童話の花束8:45 ホッと!そよ風サロン （※11:10に枠移動）9:00 土曜Press-Club （※9:00 - 12:00） （※江刺は日曜同時間帯を担当）                         | 波のりラジオWeek End Fever                       | 正岡省吾のRADIO MONSTER! |
| 高知放送 土曜 8:30 - 11:00 |                                                  | |
| 8:30 うみともらじお （※日曜同時間帯に枠移動）9:00 ニュース・天気予報9:05 ほ〜ムズッ!?母心探偵社9:35 土佐の昔話 （※17:30に枠移動）9:50 JX-ENEOS童話の花束10:00 鈴木康博 メインストリートをつっ走れ! | 波のりラジオWeek End Fever                       | --- |

## パート2「まんぷくタイプ」

### パーソナリティ
- 原博文
- 図子靖代

### タイムテーブル
2015年3月まで
- 12:00 - オープニング
- 12:05 - 天気予報
- 12:10 - 交通情報
- 12:15 - 元気イチバン・ゲストコーナー
- 12:20 - ゲストコーナー
- 12:30 - マチ☆ラジ
- 12:45 - トヨペットナイスミドル応援団
- 13:00 - RNCニュース
- 13:05 - まんぷくクイズ
- 13:20 - ラッキーボウリング
- 13:30 - かがわビジネス紳士録「あの歌に逢いたい」
- 14:00 - 日産グッディーズセレクション
- 15:25 - エンディング

2017年11月現在
- 12:00 - オープニング
- 12:05 - 交通情報（JARTIC高松センター）
- 12:10 - 波のりトピックス
- 12:15 - 元気イチバン（健康新聞発行前日）
- 12:25 - 原塾3分 ゼミナール
- 12:30 - 波のりファミリー
- 12:45 - 波のりベストアルバム（3週目：マッシュルームレコード鈴江さんセレクト）
- 13:00 - RNCニュース&交通情報(パーソナリティ読み)
- 13:05 - 天気予報
- 13:10 - まんぷくクイズ
- 13:20 - ガリベンズ矢野のしゃべりたがりやの～
- 13:30 - かがわビジネス紳士録「あの歌に逢いたい」
- 14:00 - 日産グッディーズセレクション
- 14;30 - RNCニュース
- 14:40 - 波のりファミリー
- 15:00 - RNCニュース
- 15:05 - 交通情報（JARTIC高松センター）
- 15:10 - 波のりTeaTime
- 15:25 - エンディング

| 西日本放送 土曜 12:00 - 15:30 | 西日本放送 土曜 12:00 - 15:30                     | 西日本放送 土曜 12:00 - 15:30      |
| 前番組                        | 番組名                                            | 次番組                             |
| ----------------------------- | ------------------------------------------------- | ---------------------------------- |
| どよーしょっと                | 波のりラジオWeek End Fever Part II まんぷくタイプ | ---                                |
| 西日本放送 土曜 15:30 - 16:00 |                                                   |                                    |
| どよーしょっと                | 波のりラジオWeek End Fever Part II まんぷくタイプ | 四国クローバーネット おやつドキッ! |